# Маев, Сергей Александрович
Маев Сергей Александрович (род. 13 июля 1944) — советский и российский военачальник, генерал-полковник (1992).

## Биография

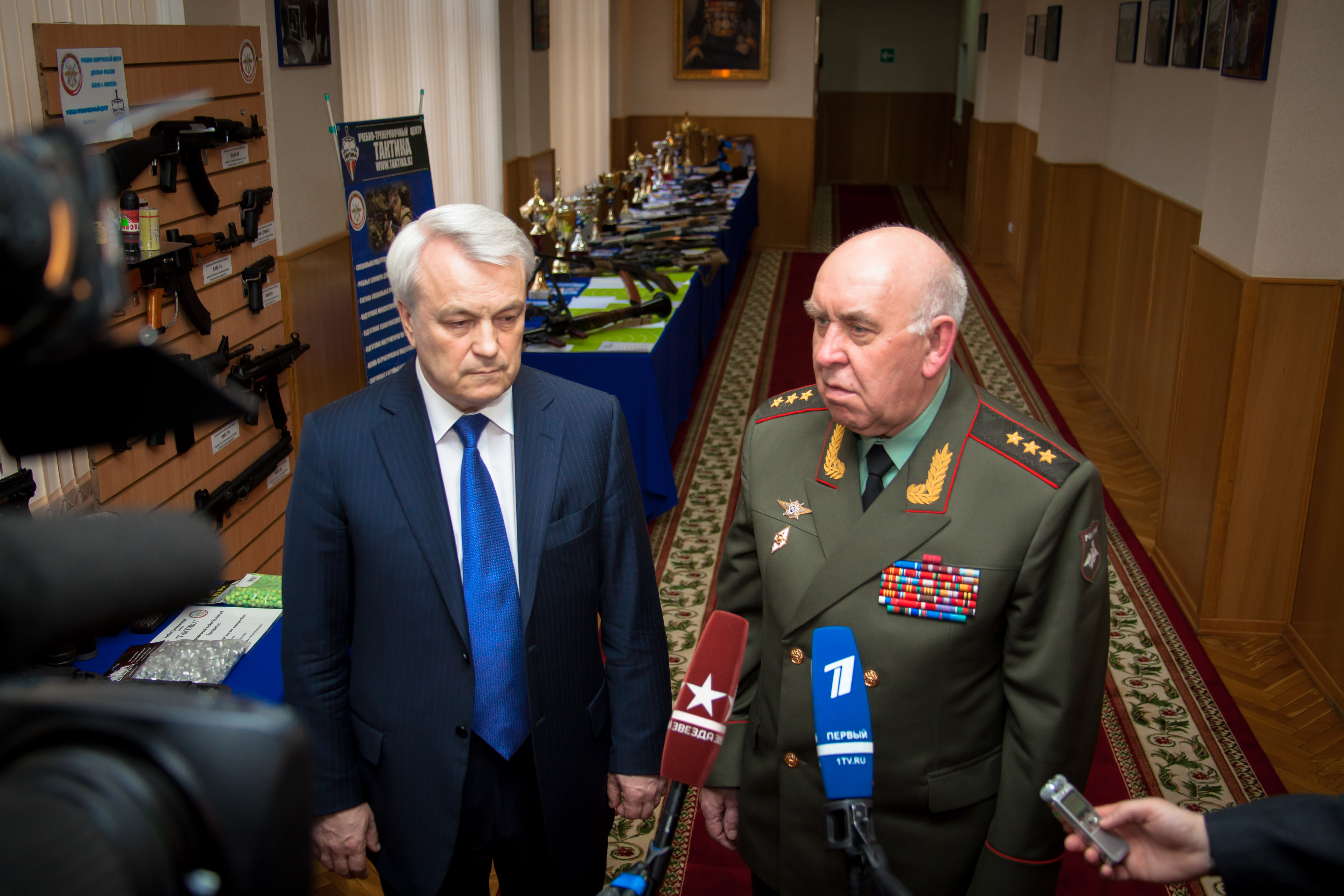
Статс-секретарь — заместитель Министра обороны РФ Н. А. Панков и председатель ДОСААФ России С. А. Маев

Родился в посёлке имени 21 октября Граховского района Удмуртской АССР в семье рабочих, Александра Сергеевича и Натальи Ивановны.
Последние классы общеобразовательной школы заканчивал вдали от родных, сначала в деревне Котловка, а затем в селе Грахово. Начиная с 6-го класса в составе сборных команд принимал участие во всех соревнованиям по лыжным гонкам. На республиканских соревнованиях получил 2-й взрослый спортивный разряд.
С детства проводил свободное время в гараже лесопункта, который появился в хозяйстве в середине 1950-х годов после того, как поступили четыре трелёвочных трактора. Позже появились газогенераторные автомобили. Вся эта техника молодыми ребятами изучалась, как говорится «с колес», то есть помогали в ремонте и обслуживании тракторов и автомобилей шоферам и трактористам. Другим местом притяжения подростков была кузница. Большим событием была покупка отцом мотоцикла «Иж-49». Всё это формировало тягу к технике. В июле 1961 года приехал в город Омск для сдачи экзаменов в танко-техническое училище. Учёба сопровождалась участием в спортивных соревнованиях. Курсант Маев был включен в состав сборной училища. Первую благодарность получил за победу в лыжных гонках на первенство гарнизона, в 1964 году был включен в сборную команду Сибирского военного округа.
После окончания училища был направлен в Группу советских войск в Германии. Службу проходил заместителем командира роты по технической части.
В 1967—1972 годах учился в Военной академии бронетанковых войск имени Маршала Советского Союза Р. Я. Малиновского в звании старшего лейтенанта. В 1972—1975 годах служил на должностях заместителя командира танкового батальона по технической части, заместителя командира танкового полка по технической части в 4 гвардейской Кантемировской танковой дивизии Московского военного округа.
Продолжил военное образование на факультете руководящего инженерного состава Военной академии бронетанковых войск имени Маршала Советского Союза Р. Я. Малиновского, которую окончил в 1978 году. После учебы занимал последовательно должности заместителя командира по технической части — начальника технической части 60-й Севско-Варшавской танковой дивизии, а затем заместитель командира по технической части — начальник технической части 4-й гвардейской Кантемировской танковой дивизии Московского военного округа.
В 1982—1984 годах учился в Военной академии Генерального штаба Вооружённых Сил имени К. Е. Ворошилова. После окончания академии назначен на должность заместителя командующего 5-й гвардейской танковой армией по вооружению, затем на должность заместителя командующего 28-й общевойсковой армией по вооружению в Белорусском военном округе.
В 1985 г. направлен для дальнейшего прохождения службы в Демократическую Республику Афганистан на должность заместителя командующего 40-й армией по вооружению — начальника вооружения (Туркестанский военный округ). За организацию технического обеспечения при ведении боевых действий 40 общевойсковой армией был награждён двумя орденами Красной Звезды и было присвоено очередное воинское звание генерал-майор.
В 1987 г. назначен на должность заместителя командующего войсками Закавказского военного округа по вооружению — начальника вооружения округа. В 1989 г. назначен на должность начальника организационно-планового управления — заместителя начальника Главного бронетанкового управления Министерства обороны СССР. В этот период был награждён двумя орденами Красной Звезды, было присвоено воинское звание генерал-майор.
С 1989 г. заместитель Главнокомандующего Сухопутными войсками по вооружению — начальник вооружения. С 1996 г. — начальник Главного автобронетанкового управления Министерства обороны РФ. В 1999 г. назначен на должность начальника эксплуатации вооружения и военной техники Вооружённых Сил — начальника Главного автобронетанкового управления Министерства обороны РФ.
В 1992 году присвоено воинское звание генерал-полковник.
В 2004—2006 гг. 1-й заместитель председателя Государственного комитета по оборонному заказу, в 2006—2009 гг. директор Федеральной службы по оборонному заказу. К моменту завершения карьеры в качестве директора Рособоронзаказа государству были возвращены средства, используемые либо неэффективно, либо не по назначению, в объеме более 10 млрд рублей. Предложены конкретные рекомендации по финансированию разработок ракетной и бронетанковой техники, войсковых средств связи и управления, порядку и срокам формирования государственного оборонного заказа в целом.
В 2009 году был избран председателем ДОСААФ России. В течение 2009-2014 гг. под его руководством была продела большая работа по восстановлению утраченного ранее имущественного комплекса организации, проведено обновление материально-технической базы, развернуты широкомасштабные мероприятия по военно-патриотическому воспитанию молодежи. В регионах созданы Центры военно-патриотического воспитания молодежи.
С 2015 года по настоящее время является исполнительным директором по спецпроектам ГНЦ РФ ФГУП «НАМИ»
С 2016 года председатель Экспертного совета по государственному оборонному заказу ФАС.
Доктор наук в сфере информационных технологий (2007), кандидат технических наук (1998), Заслуженный военный специалист РФ, почетный гражданин Республики Удмуртия и г. Нижний Тагил.

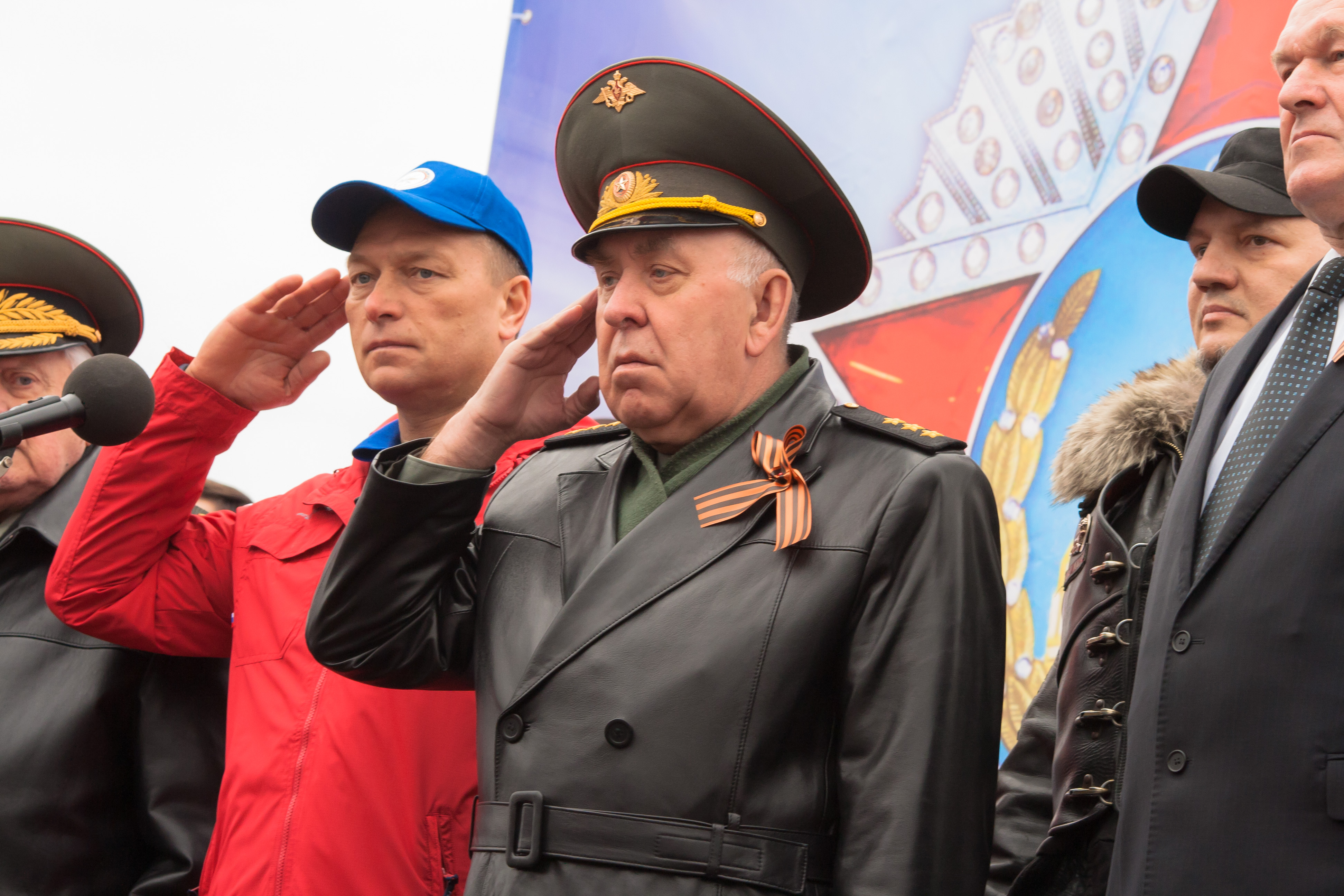
Председатель ЦК ДОСААФ России Маев С. А. открывает Автопробег ДОСААФ России «В судьбе России — моя судьба»

Женат, имеет сына и дочь.

## Награды
Государственные награды:
- Орден «Красной звезды» (1986)
- Орден Красной звезды» (1987)
- Орден «За службу Родине в Вооружённых Силах СССР» III степени, № 6650 (1975)
- Орден «За заслуги перед Отечеством» IV степени, № 1614 (2000)
- Орден Почёта, № 18437 (2010)
- Орден Дружбы (2014)
- Орден «За военные заслуги» (1995)

Региональные награды:
- Орден Ивана Калиты (13.07.2009)[1]

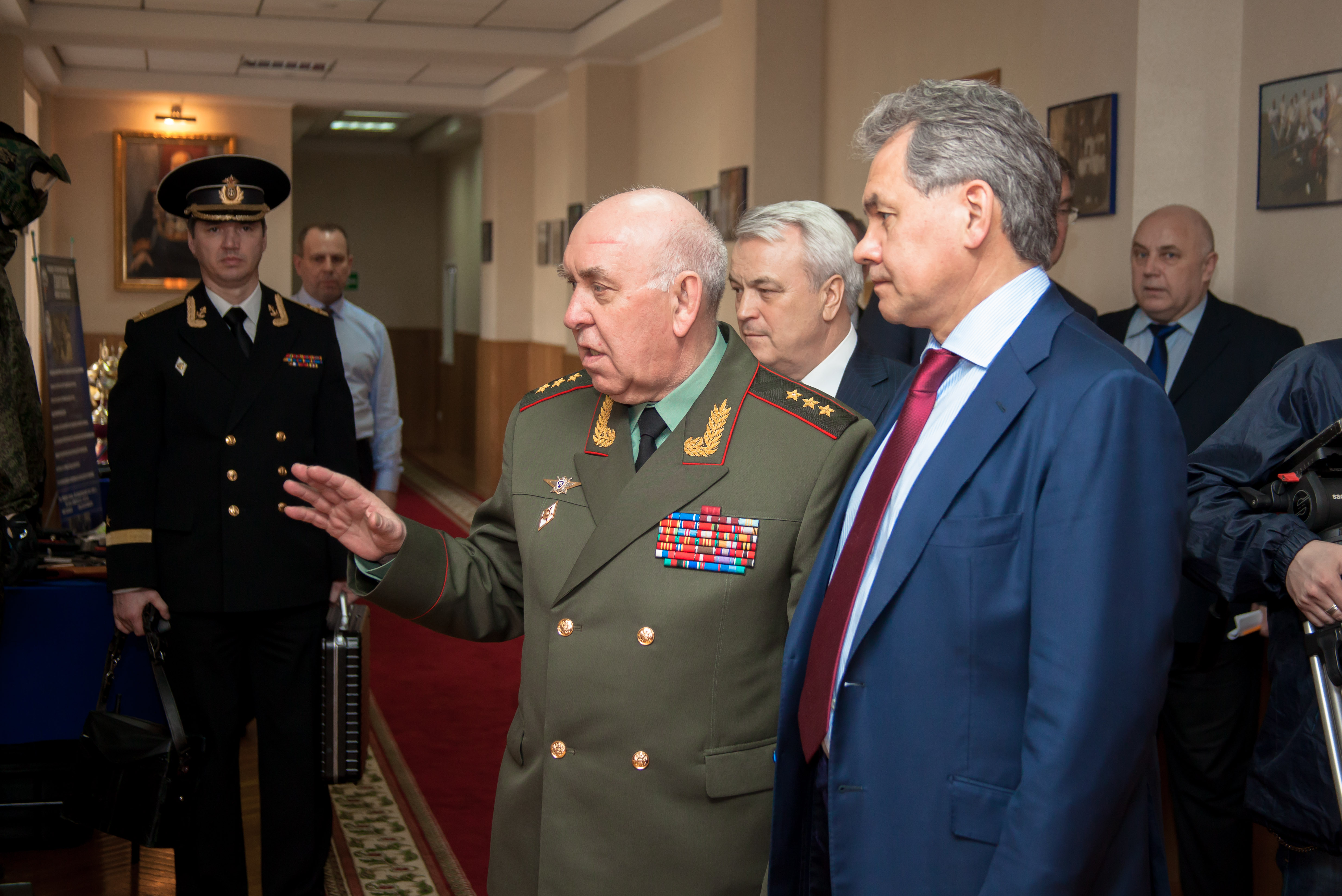
Министр обороны РФ С. К. Шойгу и Председатель ЦК ДОСААФ России С. А. Маев

- Звание «Почётный гражданин Удмуртской Республики» (Указ Президента УР № 209 от 31.10.2011)[2]
- Почётное звание «Заслуженный работник промышленности Удмуртской Республики» (2004)

Ведомственные награды:
- Нагрудный знак «Почётный работник транспорта Российской Федерации» № 4247 (1999)
- Медаль «За воинскую доблесть» 1-й ст. (2000)
- Почётный знак «Совет Безопасности Российской Федерации» (2003)
- Нагрудный знак «За создание бронетанкового вооружения и техники» (2004)
- Знак отличия «Почётный работник Рособоронзаказа» (2006)
- Нагрудный знак, почётное звание «Заслуженный Уралвагонзаводовец» (2011)
- Почётный знак «За заслуги в развитии физической культуры и спорта» (2014)

Научные награды:
- Диплом члена-корреспондента Российской академии ракетных и артиллерийских наук (№ 258-ЧК)
- Диплом почетного профессора Московского финансово-юридического университета МФЮА (№ 7-5/1) (2014)